# اسب سواری (فیلم ۲۰۲۴)
اسب سواری (به هندی: Ghudchadi) (به انگلیسی: Horse Riding) فیلم هندی کمدی رمانتیک زبان هندی است که در سال ۲۰۲۴ به نمایش درآمد، کارگردانی فیلم را بینوی گاندی بر عهده داشت و نویسنده آن دیپاک کاپور باردواج بود. این فیلم توسط نیدهی دوتا، بینوی گاندی، بوشان کومار و کریشان کومار تحت نشان کیپ دریمینگ پیکچرز و تی-سریز تهیه شده است. بازیگران اصلی سانجی دات و راوینا تاندون هستند که در کنار آنها پارت سامتان، خوشالی کومار و آریونا ایرانی در نقش‌های محوری بازی می‌کنند.
این فیلم در روز ۹ اوت ۲۰۲۴، از طریق جیوسینما نمایش داده شد

## تولید
فیلمبرداری اصلی در روز ۲۳ فوریه ۲۰۲۲ آغاز شد فیلمبرداری در گورگان، دهلی نو و جیپور انجام گرفت. فیلمبرداری در ماه نوامبر ۲۰۲۲ به پایان رسید.